# 40 Pułk Artylerii Lekkiej (II RP)
40 Pułk Artylerii Lekkiej (40 pal) – oddział artylerii lekkiej Wojska Polskiego II RP.
Pułk nie występował w organizacji pokojowej wojska. Według ówczesnej terminologii był oddziałem „rezerwowym”, mobilizowanym na wypadek wojny, jako organiczna jednostka artylerii 36 Dywizji Piechoty (Rezerwowej). Zgodnie z planem mobilizacyjnym „W” pułk miał zostać sformowany metodą mieszaną (częściowo w mobilizacji alarmowej i mobilizacji powszechnej).

## 40 pal w kampanii wrześniowej

### Mobilizacja
W garnizonie Jarosław 24 pułk artylerii lekkiej formował, w mobilizacji alarmowej, w grupie jednostek oznaczonych kolorem czerwonym, dowództwo pułku i III dywizjon. W garnizonie Czortków dywizjon artylerii lekkiej KOP „Czortków” organizował, w mobilizacji alarmowej, w grupie jednostek oznaczonych kolorem zielonym, I dywizjon. W garnizonie Przemyśl, w I rzucie mobilizacji powszechnej, 22 pułk artylerii lekkiej mobilizował II dywizjon. Dwa dywizjony uzbrojone były w 75 mm armaty wzór 1897, natomiast III dywizjon w haubice 100 mm wz. 1914/19P.

### Działania bojowe
W trakcie kampanii wrześniowej 1939 pułk nie wystąpił jako zwarty oddział, nie dołączył też do składu macierzystej 36 Dywizji Piechoty Rezerwowej. III dywizjon wszedł w skład Artylerii Dywizyjnej 24 Dywizji Piechoty. II dywizjon i 1 bateria I dywizjonu weszły w skład improwizowanej Grupy „Jarosław” ppłk. Jana Wójcika. I dywizjon do Armii „Kraków”, od 5 września w AD 24 Dywizji Piechoty, od 9 września w Grupie „Stalowa Wola”, następnie od 14 września 2 i 3 bateria włączone do Artylerii Dywizyjnej 6 Dywizji Piechoty.

#### Dowództwo 40 pal i 9 bateria haubic
Dowództwo 40 pułku artylerii lekkiej wraz z III dywizjonem haubic zostały zmobilizowane przez 24 pal w Jarosławiu. Mobilizację tych oddziałów przeprowadzono w ramach mobilizacji alarmowej od dnia 27 sierpnia. Początkowo mobilizowano się w koszarach w Jarosławiu, następnie we wsiach w pobliżu. W nocy 2/3 września dowództwo pułku i 9 bateria wyruszyły ze stacji kolejowej w Jarosławiu transportem kolejowym do Skarżyska w rejon koncentracji 36 DP rez. Z uwagi na niemieckie ataki lotnicze transport dotarł w nocy 6/7 września do stacji kolejowej w Ćmielowie. Po wyładowaniu otrzymano informację, że droga do macierzystej 36 DP została odcięta, pod Wierzbnikiem k/Starachowic są oddziały niemieckie. Dowództwo 40 pal i 9/40 pal otrzymały rozkaz marszu ku Wiśle. W trakcie marszu 7 września zostały zaatakowane przez niemiecki oddział pancerno-motorowy i całkowicie rozbite. Dowódca 40 pal ppłk Paweł Bielecki wraz z częścią prowadzonego oddziału dostał się do niewoli. Resztki 9 baterii bez haubic przedostały się przez Wisłę pod Annopolem i znalazły się na terenie Lubelszczyzny.

#### II dywizjon armat 40 pal
W wyniku ogłoszenia z dniem 31 sierpnia 1939 roku mobilizacji powszechnej, w dniach od 31 sierpnia do 5 września został zmobilizowany w koszarach 22 pal w Przemyślu. Dowództwo II dywizjonu z 4 baterią dotarły do Leżajska transportem kolejowym w dniu 8 września, baterie 5 i 6 dotarły do Leżajska w szyku konnym. Dalszy transport kolejowy w ślad za macierzystą dywizją był niemożliwy, ze względu na bombardowania i zniszczenia linii kolejowych. 9 września II dywizjon przekroczył San w Jarosławiu i wszedł w skład improwizowanej grupy ppłk. Jana Wójcika mającego bronić linii Sanu. 10 września dywizjon zajął stanowiska ogniowe w rejonie wsi Koniaczów–Surochów–Makowisko, za stanowiskami batalionu III/155 pułku piechoty rez. 11 września przy silnym wsparciu artylerii, niemiecka piechota i czołgi z 2 DPanc. po kilkugodzinnej walce sforsowały San i wyrzuciły polską piechotę ze stanowisk obronnych. Wsparcie ogniowe dywizjonu, pomimo zadanych strat wrogowi nie było skuteczne. 4 bateria strzelała ogniem na wprost do niemieckich czołgów, osłaniając odwrót reszty dywizjonu, ratując się przed niemiecką bronią pancerną w ostatniej chwili. 12 września II/40 pal maszerował w kierunku Lwowa, przez Cieszanów i Narol. W majątku Narol niemiecki oddział pościgowy z 2 DPanc. zaskoczył i po walce rozbił 5 baterię armat. Uratowały się dwa działony z armatami, które wcielono do bratnich 4 i 6 baterii dywizjonu. W trakcie dalszego marszu 12/13 września przez Bełżec i Lubyczę Królewską ustalono, że Rawa Ruska jest opanowana przez wojska niemieckie. 13/14 września dywizjon udał się przez Uhnów w kierunku rzeki Bug, gdzie dołączyła kompania kolarzy Straży Granicznej z Rawy Ruskiej. Rano 14 września doszło do potyczki z niemieckimi pojazdami pancernymi w osadzie Waręż. Dywizjon z kolarzami przeprawił się przez Bug w Sokalu, niszcząc most. Po dotarciu do wsi Podberezie dywizjon odpoczywał 15 i 16 września. 16/17 września podjął dalszy marsz, przekraczając rano rzekę Styr pod Beresteczkiem, dotarł do Dublan. 18 września II dywizjon połączył się ze Zgrupowaniem płk. Stefana Hanki-Kuleszy dowódcy Grupy „Dubno”, która wycofywała się ze wschodniej części kraju. W dniu 19 września 4 bateria 33 pułku artylerii lekkiej kpt. Janusza Heckera dołączyła w Szczurowicach do II dywizjonu. 21 września artylerzyści dywizjonu w rejonie Kamionki Strumiłowej wspierali ogniem artyleryjskim natarcie i obronę oddziału nadwyżek 3 batalionu saperów z Wilna, niszcząc ogniem bezpośrednim kilka czołgów i samochodów niemieckich. W kolejnych dniach wraz Grupą „Dubno” artylerzyści dywizjonu II/40 pal usiłowali wraz z oddziałami piechoty sforsować niemiecki pierścień okrążenia. 24 września armaty dywizjonu ponownie ogniem bezpośrednim strzelały do niemieckich czołgów w rejonie wsi Ryczki niedaleko Kamionki Strumiłowej, wspierały walki Zgrupowania Kawalerii ppłk. Kazimierza Halickiego. Dywizjon skapitulował pod Rawą Ruską 25 września 1939.

#### III dywizjon haubic 40 pal
Zgodnie z planem mobilizacyjnym dywizjon III/40 pal mobilizował 24 pułk artylerii lekkiej w Jarosławiu w ramach mobilizacji alarmowej „kartkowej czerwonej”. Miejscem formowania dywizjonu była pobliska miejscowość Chłopice. Dywizjon był gotowy do działań w dniu 2 września. Nazajutrz załadowany został do transportu kolejowego i odtransportowany do stacji Kraków-Płaszów, gdzie dotarł 5 września. Skąd zawrócony do Mościc 5 września wieczorem, po rozładowaniu włączony do AD 24 DP, 9 bateria nie dołączyła do dywizjonu. Od 6 września III dywizjon został przydzielony do wsparcia 17 pułku piechoty i zajął stanowiska ogniowe w rejonie Meszna i Rzuchowa. Dzielił szlak bojowy z pułkami 24 DP, wspierając je w walkach z niemieckimi czołgami i piechotą podczas walk obronnych, opóźniających i prowadzonych uderzeń na zamykające drogę oddziały niemieckie. Zgodnie z rozkazem dowódcy armii gen. dyw. Kazimierza Fabrycego nową linię obrony zaczęto organizować na Wisłoku, z uwagi na powyższe w nocy 6/7 września rozpoczęto wycofywać 24 DP, z dotychczas zajmowanych pozycji nad Dunajcem. III/40 pal (bez 9 baterii) podjął marsz odwrotowy w kolumnie z 17 pp i batalionem I/155 pułku piechoty, po trasie Ruchów, Jodłowa, most na rzece Wisłoka na północny zachód od Brzostek. III/40 pal (bez 7 i 8 baterii) wraz z III/24 pal (bez 9 baterii) maszerowały samodzielnie poprzez Wielopole Skrzyńskie, Strzyżów, Wysoka Strzyżowska. Po przybyciu do Wysokiej Strzyżowskiej ok. godz.16.00 po krótkim wypoczynku pomaszerowały przez Węglówkę w kierunku Baryczy. III/ 40 pal (bez 8 i 9 baterii) wraz z III/24 pal dotarły w rejon Wary i przekroczyły San i zatrzymały się pod Bartkówką. Za kolumną główną 24 DP ok. godz. 23.00 sformowano kolumnę marszowa artylerii pod dowództwem ppłk. Władysława Kaliszka dowódcy Artylerii Dywizyjnej 24 DP. Jej głównymi siłami był 24 pal (bez II dywizjonu) pod dowództwem ppłk. Tadeusza Michałowskiego. Ponadto w skład kolumny wchodził zbiorczy dywizjon artylerii ciężkiej mjr Stanisława Rogoża, bateria 7/40 pal. Zgrupowanie artylerii maszerowało poprzez Lipę Dolną, Malawę, Birczę, Wolę Korzeniecką, Łodzinkę Górną. Zgrupowanie artylerii było ubezpieczane przez dwa zbiorowe bataliony 38 pułku piechoty, które stanowiły straż przednią i straż tylną. W godzinach popołudniowych 11 września piechota 24 DP, zajęła stanowiska na zachodnim skraju lasów, na wschód od Birczy. Dowódca III/40 pal mjr Antoni Tomaszewski został dowódcą zgrupowania artylerii, w składzie I dywizjon 24 pal i III dywizjon 40 pal (bez 8 i 9 baterii). Zgrupowanie mjr. Tomaszewskiego zajęło stanowiska przy szosie Łodzianka Dolna-Niżankowice. Bateria 7/40 pal zajęła stanowiska ogniowe w Łodziance Dolnej. Zadaniem dywizjonu było wsparcie obrony na odcinku wzg.482. 12 września 7 bateria dywizjonu prowadziła walki obronne w szeregach 24 DP, w rejonie Birczy. Po silnych bombardowaniach niemieckiego lotnictwa i zaciętych walkach, niemiecka piechota częściowo przełamała pozycje obronne 24 DP. 7/40 pal i dowództwo dywizjonu zostały częściowo odcięte na stanowiskach ogniowych w Łodziance Dolne. 7 bateria wycofała się nocą 12/13 września, wraz z dowództwem dywizjonu przez Cisową do Kruhela Małego.13 września III/40 pal (tylko z 7 baterią) będąc razem z  I/24 pal z 2 i 3 bateriami armat zajął stanowiska ogniowe w Kurhelu Małym z kierunkiem strzału na Prałkowice. Kolejnej nocy zgrupowanie podjęło marsz odwrotowy poprzez Tatarską Górę, omijając Przemyśl do lasów koło Medyki. W następnych dniach bateria dywizjonu nadal uczestniczyła w odwrocie dywizji przez Tatarską Górę i osiągając Medykę 14 września. W trakcie dalszego marszu 15 września w Hussakowie, kolumna artylerii została zbombardowana przez lotnictwo niemieckie, a pod koniec dnia osiągnęła Mościska. Skąd w zgrupowaniu z I/24 pal dotarła do Chorośnicy, tam 15 września do III/40 pal dołączyła 8/40 pal ppor. Jana Pucha, która odłączyła się od dywizjonu pod Tuchowem. Nastąpiło rozłączenie zgrupowania mjr. Tomaszewskiego. W nocy 16/17 września dywizjon maszerował przez Mużyłowice, Berdychów i Mołoszkowice, wraz ze strażą tylną 24 DP wspierając 17 pp i pułk zbiorowy ppłk. Władysława Ziętkiewicza w rejonie Nowosielicy. 24 DP została skoncentrowana na południowym skraju lasu Na Chmurowem, z zadaniem obrony wejść do Lasów Janowskich. III/40 pal wspierał obronę pułku zbiorowego na odcinku: las Na Chmurowem-Kertyna. Haubice wykorzystano na I linii obrony na skraju lasu jako artylerię towarzyszącą i przeciwpancerną. Tego dnia dywizjon posiadał łącznie 5 haubic w obu bateriach. 17 września III/40 pal wspierał pułk zbiorczy ppłk Władysława Ziętkiewicza przeciw natarciom grupy bojowej niemieckiej 1 DG. Po otrzymaniu rozkazu o oderwaniu się od nieprzyjaciela i marszu wraz z wspieraną piechotą do Janowa. Ok. godz. 17.00-18.00 w trakcie tego manewru została zniszczona bateria 8/40 pal, a ppor. Jan Puch ranny. Bateria 7/40 pal dołączyła do kolumny marszowej 24 pal i pomaszerowała w kierunku do Janowa  Ostatnie walki żołnierze III dywizjonu stoczyli w rejonie Rzęsny Ruskiej 18 i 19 września, kiedy 7 bateria wpierała natarcie piechoty 24 DP na wieś i folwark Rzęsną Ruską, dwór Skitniki. Wobec słabych postępów natarcia 24 DP i braku odwodów. Wieczorem na rozkaz gen. Sosnkowskiego przekazanego przez płk Bolesław Schwarzenberg-Czernego zniszczono pozostałe haubice 7 baterii. Żołnierze przeszli nocą 18/19 września w rejon Lasów Brzuchowickich, skąd usiłowali przedrzeć się do Lwowa. Większość żołnierzy dywizjonu dostała się do niewoli niemieckiej 20 września 1939 r.

#### I dywizjon armat 40 pal
Dywizjon artylerii lekkiej KOP „Czortków” był jednostką mobilizującą. Zgodnie z planem mobilizacyjnym „W” dywizjon formował, w mobilizacji alarmowej, w grupie jednostek oznaczonych kolorem zielonym, I dywizjon 40 Pułku Artylerii Lekkiej. Mobilizacja dywizjonu została rozpoczęta 27 sierpnia 1939 roku o godz. 17.00. Od 29 sierpnia 1939, po zakończeniu mobilizacji, dywizjon oczekiwał na transport kolejowy. W dniach 2 i 3 września 1939 roku transporty kolejowe wiozące dywizjon wyruszyły do rejonu koncentracji 36 Dywizji Piechoty (rezerwowej), lecz nie zdołały go osiągnąć. Zostały wyładowane na stacji Kraków-Płaszów. Dowódcą I dywizjonu (I/40 pal) został dotychczasowy dowódca dal KOP „Czortków”, ppłk art. Stanisław Stefan Ratajski.
W rejonie Rzeszowa 8 września, 1. bateria (1/40 pal) dołączyła do 10 Brygady Kawalerii, lecz „przepadła” 11 września 1939 roku pod Jarosławiem. W składzie Grupy „Jarosław” ppłk. Jana Wójcika. Bateria 1/40 pal, brała udział w obronie linii rzeki San w rejonie Jarosławia 10 i 11 września, a następnie wycofała się do Lwowa i weszła w skład Ośrodka Zapasowego Artylerii Lekkiej nr 6 biorąc udział w jego obronie. Dywizjon I/40 pal (bez 1 baterii) od 5 września czynnie wspierał obronę 24 DP na linii rzeki Dunajec. Następnie uczestniczył w walkach tej dywizji nad rzeką Wisłoka pod Dębicą. Z uwagi na odcięcie od 24 DP przez oddziały niemieckiej 4 Dywizji Lekkiej 9 września dywizjon dotarł do Rudnika nad Sanem. 10 września 1939 roku w rejonie Zarzecza 3. bateria (3/40 pal) została włączona w skład Grupy ppłk. Stanisława Trzebuni, powołanej przez gen. bryg. Monda w celu osłony mostów na Sanie. 14 września we wsi Sól 3/40 pal kpt. Kazimierza Jordana dołączyła do II/6 pułku artylerii lekkiej mjr. Gintla. Kapitan Jordan „przyprowadził baterię, z którą od jakiegoś czasu maszerował w odwrocie samodzielnie, ratując się przed okrążeniem (...) Jego bateria od pięciu dni jechała bez kuchni, czyli bez ciepłej strawy i właściwie żywiła się tylko tym, co po drodze udało jej się zdobyć”. Później w skład II/6 pal została włączona także 2/40 pal kpt. Eugeniusza Kaszubskiego. 14 września około godz. 14.00 II/6 pal stanął na postoju w lesie na zachód od Aleksandrowa. Noc z 14 na 15 września II/6 pal spędził w rejonie wsi Lipowiec. 15 i 16 września obie baterie w składzie II/6 pal wzięły udział w walkach w rejonie wsi Podsośnina Łukowska, a 18 września w walkach o Narol. Kpt. Kazimierz Jordan został 15 września ranny i dowodzenie 3. baterią objął por. Remigiusz Rekman, a 16 września bateria ta (po stracie jednej armaty) została włączona do 6. baterii 6. pal (tworząc 7-działową baterię). 20 września 1939 roku, w Wielkim Lesie na południowy wschód od Cieszanowa, obie baterie skapitulowały razem z resztkami 6 DP.

## Organizacja i obsada personalna pułku we wrześniu 1939
| Organizacja i obsada personalna pułku we wrześniu 1939 | Organizacja i obsada personalna pułku we wrześniu 1939 | Organizacja i obsada personalna pułku we wrześniu 1939 |
| Stanowisko                                             | Stopień, imię i nazwisko                               | Uwagi                                                  |
| Dowództwo                                              | Dowództwo                                              | Dowództwo                                              |
| ------------------------------------------------------ | ------------------------------------------------------ | ------------------------------------------------------ |
| dowódca pułku                                          | ppłk art. Paweł II Bielecki                            | niemiecka niewola                                      |
| adiutant pułku                                         | kpt. Stefan Leon Anlauf                                | †1940 Charków                                          |
| oficer zwiadowczy                                      | ppor. Miśkow                                           |                                                        |
| oficer łączności                                       | ppor. Piotr Sokołowski                                 |                                                        |
| dowódca plutonu topograficzno-ogniowego                | por. Marian Bachmatiuk                                 |                                                        |
| I dywizjon (12 armat 75 mm)                            |                                                        |                                                        |
| dowódca dywizjonu                                      | ppłk Stanisław Stefan Ratajski                         |                                                        |
| adiutant dywizjonu                                     | kpt. Wiktor Badowski                                   | †1940 Katyń                                            |
| dowódca 1 baterii                                      | kpt. Romuald Stępniewski                               |                                                        |
| dowódca 2 baterii                                      | kpt. Eugeniusz Kaszubski                               |                                                        |
| oficer zwiadowczy                                      | por. art. Mieczysław Ludwik Semenowicz                 |                                                        |
| oficer ogniowy                                         | por. art. Andrzej Warchoł                              |                                                        |
| dowódca 3 baterii                                      | kpt. Kazimierz Jordan                                  |                                                        |
| oficer zwiadowczy                                      | ppor. rez. Tadeusz Hudycz                              |                                                        |
| oficer ogniowy                                         | por. art. Remigiusz Marian Rekman                      |                                                        |
| dowódca kolumny amunicyjnej                            | kpt. art. Wawrzyniec Wilk                              |                                                        |
| II dywizjon (12 armat 75 mm)                           |                                                        |                                                        |
| dowódca dywizjonu                                      | mjr Karol Szczepanowski                                | †1940 Charków                                          |
| dowódca                                                | ppłk Jan Cudek                                         | †16 X 1942 Oświęcim                                    |
| adiutant dywizjonu                                     | por. Stanisław Kazimierz Jarzyna                       |                                                        |
| oficer zwiadowczy                                      | ppor. Bronisław Jaroń                                  |                                                        |
| oficer łączności                                       | por. art. st. sp. Eugeniusz Brzóska                    | niemiecka niewola                                      |
| oficer obserwacyjny                                    | ppor. Zenon Eugeniusz Lemański                         |                                                        |
| dowódca 4 baterii                                      | por. rez. Jerzy Łękawski                               |                                                        |
| oficer zwiadowczy                                      | ppor. Michał Pruchnicki                                |                                                        |
| oficer ogniowy                                         | ppor. Bronisław Mizerski                               |                                                        |
| dowódca 5 baterii                                      | por. Władysław Szczepan Morawski                       |                                                        |
| dowódca 6 baterii                                      | por. Kazimierz Bendzisz                                |                                                        |
| oficer zwiadowczy                                      | ppor. Jan Chmielewski                                  |                                                        |
| oficer ogniowy                                         | ppor. Tadeusz Wojczewski                               |                                                        |
| III dywizjon (12 haubic 100 mm)                        |                                                        |                                                        |
| dowódca dywizjonu                                      | mjr Antoni Stanisław Tomaszewski                       |                                                        |
| adiutant dywizjonu                                     | ppor. rez. Witold Sira                                 |                                                        |
| oficer zwiadowczy                                      | por. rez. Ludwik Władysław Kulig                       |                                                        |
| oficer obserwacyjny                                    | ppor. rez. Lesław Karol Szado                          |                                                        |
| oficer łączności                                       | por. rez. Antoni Gębarowski                            |                                                        |
| oficer łącznikowy                                      | ppor. rez. Kazimierz Władysław Żądło                   |                                                        |
| dowódca 7 baterii                                      | por. Julian Tadeusz Pniewski                           |                                                        |
| oficer zwiadowczy                                      | ppor. Bazyli Szpularz                                  |                                                        |
| oficer ogniowy                                         | ppor. Stanisław Gessing                                |                                                        |
| dowódca 8 baterii                                      | ppor. Jan Puch                                         |                                                        |
| dowódca 9 baterii                                      | por. Władysław Wójtowicz                               | †1940 Charków                                          |
| dowódca kolumny amunicyjnej                            | ppor. rez. Jan Trębski                                 |                                                        |